# Red Moon in Venus
Red Moon in Venus è il terzo album in studio della cantante statunitense Kali Uchis, pubblicato il 3 marzo 2023 dalle etichette discografiche Geffen Records e EMI Records.
L'album include collaborazioni vocali di Omar Apollo, Don Toliver e Summer Walker.

## Antefatti e pubblicazione
I primi dettagli circa il terzo album di Kali Uchis risalgono al 2022, quando la cantante ha annunciato che stava dando gli ultimi ritocchi al disco. Il 21 aprile seguente la cantante ha rivelato a Billboard di avere due album pronti, uno in inglese e uno in spagnolo. Il 9 dicembre ha confermato di aver consegnato il nuovo album, descrivendolo come il suo «ultimo contributo a questo mondo».
Il primo estratto, I Wish You Roses, è stato diffuso il 19 gennaio 2023 insieme al video musicale; il brano è stato prodotto da Dylan Wiggins e Josh Crocker. Secondo Uchis, la canzone parla di essere in grado di liberare le persone con amore. Il 23 febbraio 2023, ha pubblicato il secondo singolo per l'album,  Moonlight, accompagnato da un lyric video.
Uchis ha rivelato attraverso le sue storie su Instagram che molte delle canzoni dell'album sono state scritte e registrate anni fa, specificando che l'album è stato registrato durante il lockdown. La data di uscita e la copertina sono state entrambe rivelate il 23 gennaio. A proposito del progetto, Uchis ha spiegato:

## Tracce
1. In My Garden... – 0:25 (Karly Loaiza)
2. I Wish You Roses – 3:39 (Loaiza, Josh Crocker, Dylan Wiggins)
3. Worth the Wait (feat. Omar Apollo) – 2:30 (Loaiza, Vicky Nguyen, Jason Pounds)
4. Love Between... – 2:35 (Loaiza, Leon Moore, Crocker)
5. All Mine – 3:29 (Loaiza, Daniel Traynor, Alexander Shuckburgh)
6. Fantasy (feat. Don Toliver) – 2:58 (Loaiza, Jahaan Sweet)
7. Como te quiero yo – 2:14 (Loaiza, Cristina Chiluiza, Alberto Melendez, Brandon Caraballo, Manuel Colmenares)
8. Hasta cuando – 2:09 (Loaiza, Chiluiza, Melendez, Caraballo, Colmenares)
9. Endlessly – 2:35 (Loaiza, Rodney Jerkins, Marvin Hemmings)
10. Moral Conscience – 3:32 (Loaiza, Wiggins)
11. Not Too Late (Interlude) – 2:35 (Loaiza, Clairmont II Humphrey)
12. Blue – 3:12 (Loaiza, Crocker)
13. Deserve Me (feat. Summer Walker) – 4:25 (Loaiza, Matthew James Colwell, Chris LaRocca, Taylor Parks, Ebony Oshunrinde, Summer Walker, Aaron Cheung)
14. Moonlight – 3:07 (Loaiza, Magnus August Hoiberg, Benjamin Levin)
15. Happy Now – 3:49 (Loaiza, Mark Spears, Khalil Abdul-Rahman, Ringgo Acheta)

## Classifiche
| Classifica (2023) | Posizione massima |
| ----------------- | ----------------- |
| Stati Uniti       | 4                 |
| Svizzera          | 29                |